# Roxane (filha de Ciro II)
Roxane (em persa antigo: *Raṷxšnā-) foi uma princesa aquemênida, filha de Ciro II e esposa de Cambises II.